# بلهديات (النجاجرة)
بلهديات هو دُوَّار يقع بجماعة البسابسا، إقليم تاونات، جهة فاس مكناس في المملكة المغربية. ينتمي الدوّار لمشيخة النجاجرة التي تضم 18 دوار. يقدر عدد سكانه بـ 12 نسمة حسب الإحصاء الرسمي للسكان والسكنى لسنة 2004.

## روابط خارجية
- البوابة الوطنية للجماعات الترابية نسخة محفوظة 12 مارس 2018 على موقع واي باك مشين.
- المندوبية السامية للتخطيط